# Ekonomiska kretslopp
Ekonomiska kretsloppet syftar på flödet av pengar, värdepapper, arbete, varor och tjänster, m.m. i ett ekonomiskt system. Det ekonomiska kretsloppet beskrivs ofta grafiskt med pilar som visar flödena mellan olika ekonomiska aktörer. Oftast används olika diagram bredvid varandra för att visa hur pengar flödar i den ena bilden och hur arbete, varor och tjänster flödar i den andra bilden. De senare flödar i motsatt riktning mot pengarna. Vid köp av varor eller tjänster går bilder från köparen till säljaren medan varorna eller tjänsterna går från säljaren till köparen.
Hushållen utgör grunden i det ekonomiska kretsloppet. Därtill kommer företagen, offentliga sektorn och bankerna. Samtliga aktörer är beroende av varandra för att landets ekonomi ska fungera.
Det finns  olika metoder att rita upp kretsloppet för ett godtyckligt ekonomiskt system t.ex. "Ekonomiska kretslopp"  och "MINSKY" . "Ekonomiska kretslopp" är ett litet program för studium av ekonomiska principer. "MINSKY" har större ambitioner och beskriver speciellt banksystemet.

## Fotnoter
1. ↑  Lipsey et al.: "Economics", Harper Collins College Publishers, Tenth Edition 1993, sid 53 Figure 3-1, "Real and Money Flows"
2. ↑  ”Ekonomi – En guide om ekonomi & betydelsen för Sverige”. https://ekonomi.site/. Läst 9 januari 2023.
3. ↑  Lars Olert: "Ekonomiska Kretslopp" på webben http://ecf-teori.se
4. ↑  Steve Kleen: "MINSKY: Reforming economics with visual modeling ..."  på webben http://www.kickstarter.com/projects/2123355930/minsky-reforming-economics-with-visual-monetary-mo